# Шкляевская
 Шкляевская — деревня в Кировской области. Входит в состав муниципального образования «Город Киров»

## География
Расположена на расстоянии примерно 5 км по прямой на запад от железнодорожного вокзала станции Киров.

## История
Известна с 1710 года как деревня Андрея Шкляева с 1 двором, в 1764 54 жителя, в 1802 7 дворов. В 1873 году здесь (деревня Андрея Шкляева или Шкляевы) дворов 9 и жителей 83, в 1905 18 и 108, в 1926 (Шкляевы или Андрея Шкляева) 32 и 147, в 1950 (Шкляевская) 25 и 74, в 1989 116 жителей. Административно подчиняется Ленинскому району города Киров.

## Население
Постоянное население составляло 75 человек (русские 96%) в 2002 году, 68 в 2010.